# آدولف فیشرا
آدولف فیشرا (آلمانی: Adolf Fischera; ۲۲ اوت ۱۸۸۸ – ۲۵ اوت ۱۹۳۸) بازیکن فوتبال اهل اتریش بود.
از باشگاه‌هایی که در آن بازی کرده‌است می‌توان به باشگاه فوتبال فرست وینا اشاره کرد.
وی همچنین در تیم ملی فوتبال اتریش بازی کرده‌است.